# Cumestano
Un cumestano è un prodotto di ossidazione degli pterocarpani simili alla cumarina. Il cumestano costituisce la parte centrale di una serie di composti naturali noti come cumestani. Questi possono essere rilevati in una grande quantità di specie vegetali, tra le quali piselli, fagioli, in particolare quelli di Lima, erba medica e trifoglio.
Si forma per ossidazione dell'aldeide intermedia nella biotrasformazione dei flavoni in isoflavoni. L'equilibrio cheto-enolico che si instaura forma un gruppo 4-idrossilico che ciclizza sull'anello aromatico.

## Coumestani

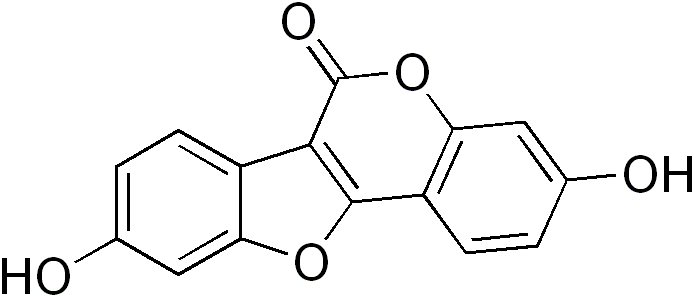
Cumestrolo
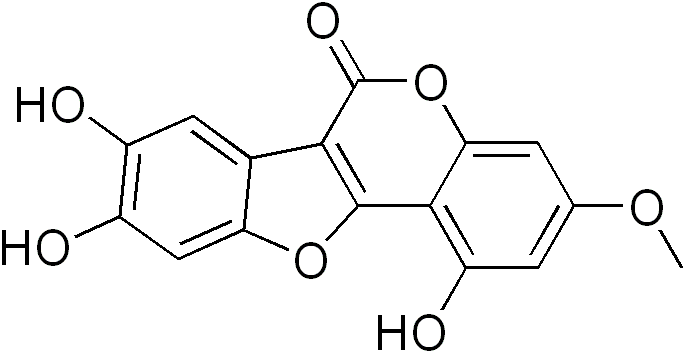
Wedelolactone
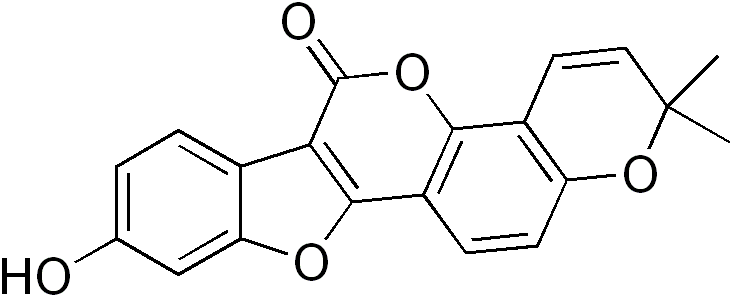
Plicadina